# یوداگامدا
یوداگامدا (به لاتین: Udagammedda) یک منطقهٔ مسکونی در سری‌لانکا است که در استان مرکزی (سری‌لانکا) واقع شده‌است.